# Animália – Állatságok
Az Animália – Állatságok 1977-ben bemutatott magyar rajzfilm, amelyet Hernádi Tibor és Majoros István rendezett. Az animációs játékfilm zeneszerzője Deák Tamás. A mozifilm a Pannónia Filmstúdió gyártásában készült.

## Rövid tartalom
Macska és egér
Kutya
Strucc

## Alkotók
- Írta, tervezte és rendezte: Hernádi Tibor, Majoros István
- Dramaturg: Osvát András
- Zenéjét szerezte: Deák Tamás
- Operatőr: Csepela Attila, Losonczy Árpád
- Vágó: Czipauer János
- Hangmérnök: Nyerges András Imre
- Színterv: Szálas Gabriella
- Rajzolták: Kanics Gabriella, Raics Éva
- Gyártásvezető: Csóra Viktória

Készítette a Pannónia Filmstúdió.